# 張恩昀
張恩昀（2001年1月6日—2021年4月2日），台灣女子田徑短跑運動員，阿美族。國中畢業於新北市立光榮國民中學，在校期間參賽中華民國105年全國中等學校運動會，並贏得國女組100公尺金牌。高中畢業於新北市立三重高級中學，高中階段她於108年新北市中小學運動會贏得100公尺金牌，也在同年裡贏得了中等學校運動會贏高女組100、200公尺金牌。大學就讀於國立體育大學陸上運動學系，於二年級時贏得110年全國原住民族運動會贏得公開女子組400公尺接力及1600公尺接力銅牌。2021年清明節連假期間乘太魯閣列車返鄉掃墓時遭逢出軌事故罹難。

## 生平
張恩昀的父母是出身自花蓮縣的阿美族，她和哥哥張恩翔在求學階段同是田徑運動員。張恩昀就讀新北市立光榮國民中學時，於2016年首次出賽全國中等學校運動會，該屆大會上她在國女組100公尺短跑決賽以12秒45的成績贏得金牌。升上三重高中後，張恩昀於2019年3月贏得新北市中小學運動會高女組100公尺短跑金牌，之後於同年4月贏得中等學校運動會贏高女組100、200公尺短跑金牌。高中畢業後，張恩昀就讀於國立體育大學陸上運動學系，於二年級時贏得中華民國110年全國原住民族運動會贏得公開女子組400公尺接力及1600公尺接力銅牌。
張恩昀贏得全原運兩項團體賽事銅牌不久後，她與父母、哥哥在當年清明節連假期間返鄉掃墓時遭逢太魯閣號列車出軌事故，她和父親、哥哥於事故中逝世。後來在追思會上，時任國立體育大學體育學院院長黃永旺透露張恩昀原定會擔任該年度全國大專校院運動會400公尺、1600公尺接力比賽的第一棒選手。時任國立體育大學校長邱炳坤則在聯合公祭當天頒予榮譽畢業證書給張恩翔與張恩昀，並在臉書貼文表示：「恩翔、恩昀，謝謝你倆以原民的善良、熱情，讓國體大部落充滿歡樂的歌聲與笑聲，相信這些美好回憶，將會長久的陪伴愛你們的老師、愛你們的夥伴們。今天，我帶來你們的榮譽學士學位證書、國體大校友證，我們永遠都是一家人」。